# Prise de Savannah
Pour le siège de Savannah en 1779, voir Siège de Savannah.
Guerre d'indépendance des États-Unis
La prise de Savannah, parfois désignée sous le nom de première bataille de Savannah (en raison du siège ultérieur en 1779) ou encore bataille de Brewton Hill, est une bataille de la guerre d'indépendance des États-Unis qui opposa le 29 décembre 1778 une milice locale de Patriots américains et des unités de l'Armée continentale contrôlant la ville à une force d'invasion britannique sous le commandement du lieutenant-colonel Archibald Campbell. Il s'agit du premier mouvement de la stratégie britannique dans le Sud visant à reprendre le contrôle des provinces rebelles du Sud en appelant au fort sentiment loyaliste supposé y être présent.
Le général Henry Clinton, commandant-en-chef des forces britanniques basées à New York, envoie Campbell et une force de 3 100 hommes de New York pour capturer Savannah et débuter le processus visant à faire revenir la Géorgie sous contrôle britannique. Il doit être soutenu par des troupes sous le commandement du brigadier-général Augustine Prévost qui doivent remonter de Saint Augustine en Floride orientale. Après avoir débarqué près de Savannah le 23 décembre, Campbell évalue les défenses américaines, qui sont relativement faibles, et décide d'attaquer sans attendre Prévost. Profitant d'un appui local, il réussit à flanquer les positions américaines à l'extérieur de la ville, capture une grande partie de l'armée du major-général Robert Howe, et pousse les forces restantes à se retirer en Caroline du Sud.